# Malcolm Page (seglare)
Malcolm Page, född den 22 mars 1972 i Sydney, är en australisk seglare.
Han tog OS-guld i 470 i samband med de olympiska seglingstävlingarna 2012 i London.